# Destinee Hooker-Coulter

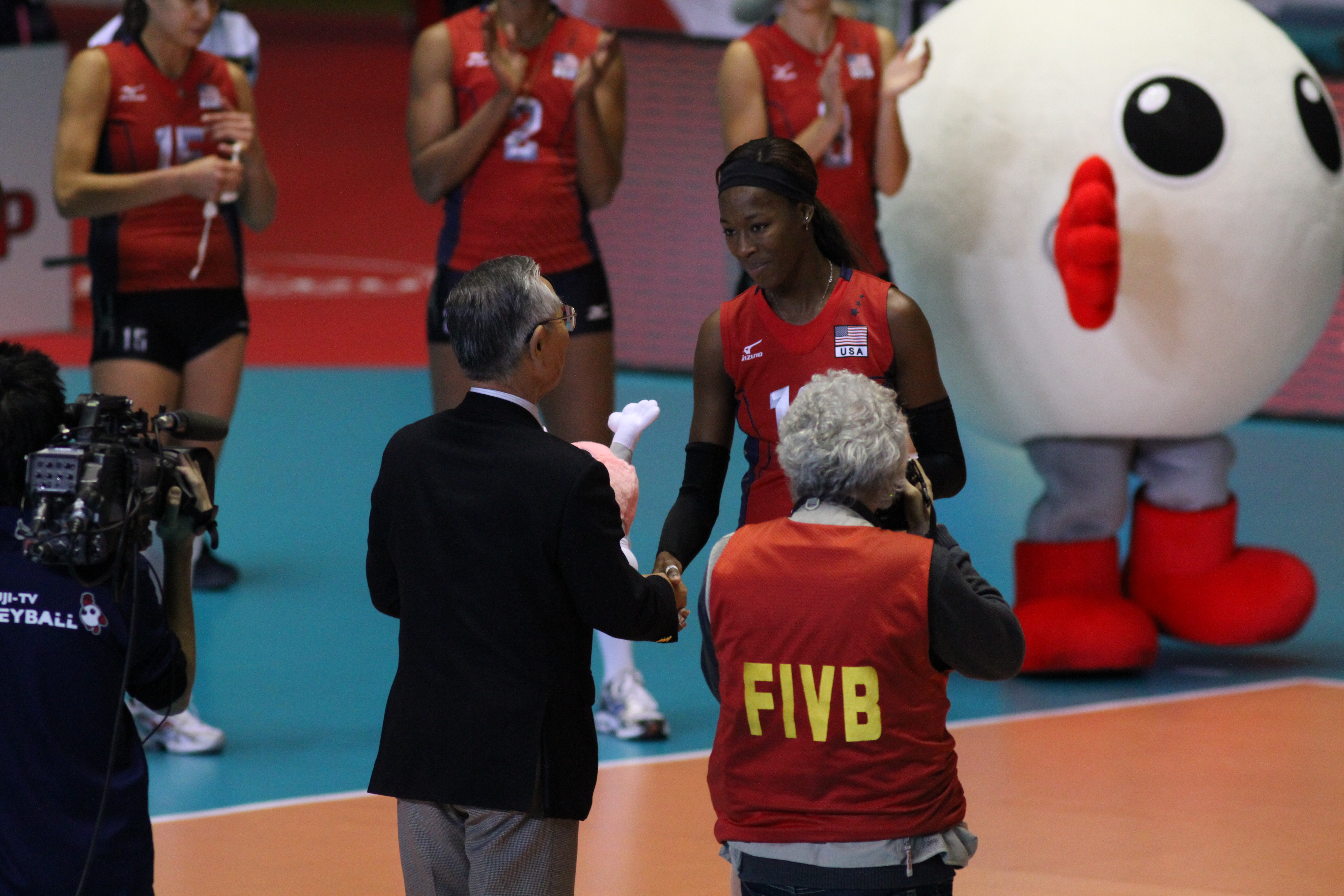
Destinee Hooker-Coulter podczas Pucharu Świata 2011

Destinee Dante Hooker-Coulter (ur. 7 września 1987 we Frankfurcie nad Menem) – amerykańska lekkoatletka (skoczkini wzwyż) i siatkarka, reprezentantka kraju, grająca na pozycji atakującej. Wicemistrzyni olimpijska 2012 z Londynu. Od sezonu 2019/2020 występuje w chińskiej drużynie Tianjin Bridgestone.

## Życie prywatne
Siostrą siatkarki jest sprinterka Marshevet Myers. 13 września 2012 wyszła za mąż, za Stevena Coultera. 12 grudnia 2013 urodziła córkę Keitany.

## Sukcesy klubowe
Mistrzostwo Korei Południowej:
- 2015
- 2010

Mistrzostwo Portoryko:
- 2010

Superpuchar Włoch:
- 2010

Klubowe Mistrzostwa Ameryki Południowej:
- 2012, 2018

Mistrzostwo Brazylii:
- 2012
- 2018, 2019

Puchar Challenge:
- 2013

Mistrzostwo Chin:
- 2020

## Sukcesy reprezentacyjne
Grand Prix:
- 2010, 2011

Mistrzostwa Ameryki Północnej, Środkowej i Karaibów:
- 2011

Puchar Świata:
- 2011

Igrzyska Olimpijskie:
- 2012

## Nagrody indywidualne
- 2010: MVP Superpucharu Włoch
- 2011: MVP Grand Prix[2].
- 2011: Najlepsza atakująca Pucharu Świata
- 2012: Najlepsza siatkarka w Stanach Zjednoczonych w 2012 roku
- 2012: Najlepsza atakująca Igrzysk Olimpijskich w Londynie
- 2012: Najlepsza serwująca Pucharu Rosji
- 2013: MVP Pucharu Challenge

## Lekkoatletyka
Jako lekkoatletka nie odniosła znaczących sukcesów w rozgrywkach międzynarodowych. Medalistka mistrzostw USA, trzykrotna złota medalistka mistrzostw NCAA. Podczas halowych mistrzostw NCAA w 2009 uzyskała najlepszy rezultat w karierze – 1,98 m.
W 2010 ogłosiła zakończenie kariery lekkoatletycznej i skoncentrowanie się na siatkówce.